# PGC 213668
LEDA/PGC 213668 ist eine Galaxie im Sternbild Löwe auf der Ekliptik. Sie ist schätzungsweise 693 Millionen Lichtjahre von der Milchstraße entfernt. Im selben Himmelsareal befindet sich u. a. die Galaxie IC 591.